# Eutrichota costalis
Eutrichota costalis är en tvåvingeart som först beskrevs av Stein 1898.  Eutrichota costalis ingår i släktet Eutrichota och familjen blomsterflugor.
Artens utbredningsområde är South Dakota. Inga underarter finns listade i Catalogue of Life.